# Chthonopes
Chthonopes là một chi nhện trong họ Theridiosomatidae.

## Phân loại
- Chthonopes cavernicolus Wunderlich, 2011
- Chthonopes jaegeri Wunderlich, 2011
- Chthonopes thakekensis Lin, Li & Jäger, 2014